# Estremadura

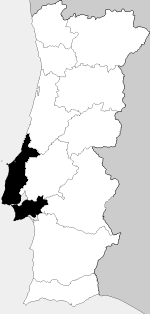
Estremadura fekvése Portugálián belül

Estremadura (kiejtés IPA [(ɨ)ʃtɾɨmɐ'ðuɾɐ]) Portugália egyik történelmi tartománya (portugálul antiga província vagy região natural). Az ország atlanti-óceáni partjának közepén fekszik. A tartományban található Portugália fővárosa, Lisszabon is.
Nem keverendő össze Spanyolország Extremadura nevű autonóm közösségével (spanyolul Comunidad Autónoma).